# Departament del Tresor dels Estats Units
El Departament del Tresor dels Estats Units (en anglès United States Department of the Treasury també conegut per les sigles DoT) és el gabinet o delegació per administrar el tresor públic dels Estats Units creat mitjançant l'acta de fundació pel Congrés el 1789 per recaptar suports econòmics pel govern inicial.

## Dades generals
És el responsable d'administrar els diners, qui ho rep o ho guarda segons les instruccions del Govern. Entre les seves funcions està la creació de moneda i timbre per l'Oficina de Gravat i Impressió. També recull tot tipus d'impostos de cada estat per mitjà de la Hisenda Pública.
Les funcions bàsiques inclouen:
- Adreça de fons federals.
- Recollida d'impostos, tarifes i aranzels i summes de diners pagades a i degudes al país i pagant tots els comptes segons els projectes de la llei nacional.
- Producció de tot el timbre, diners i invenció d'aquests.
- Al costat del Govern considera el deute públic nord-americà.
- Supervisió nacional i institució d'economia.
- Aconsellar a escala domèstica i internacional la política fiscal i la seva responsabilitat última davant el congrés.
- Fer complir finances federals i lleis fiscals.
- La recerca i el processament per evasió d'impostos o el conegut com a pressupost negre.